# Geertje Dircx

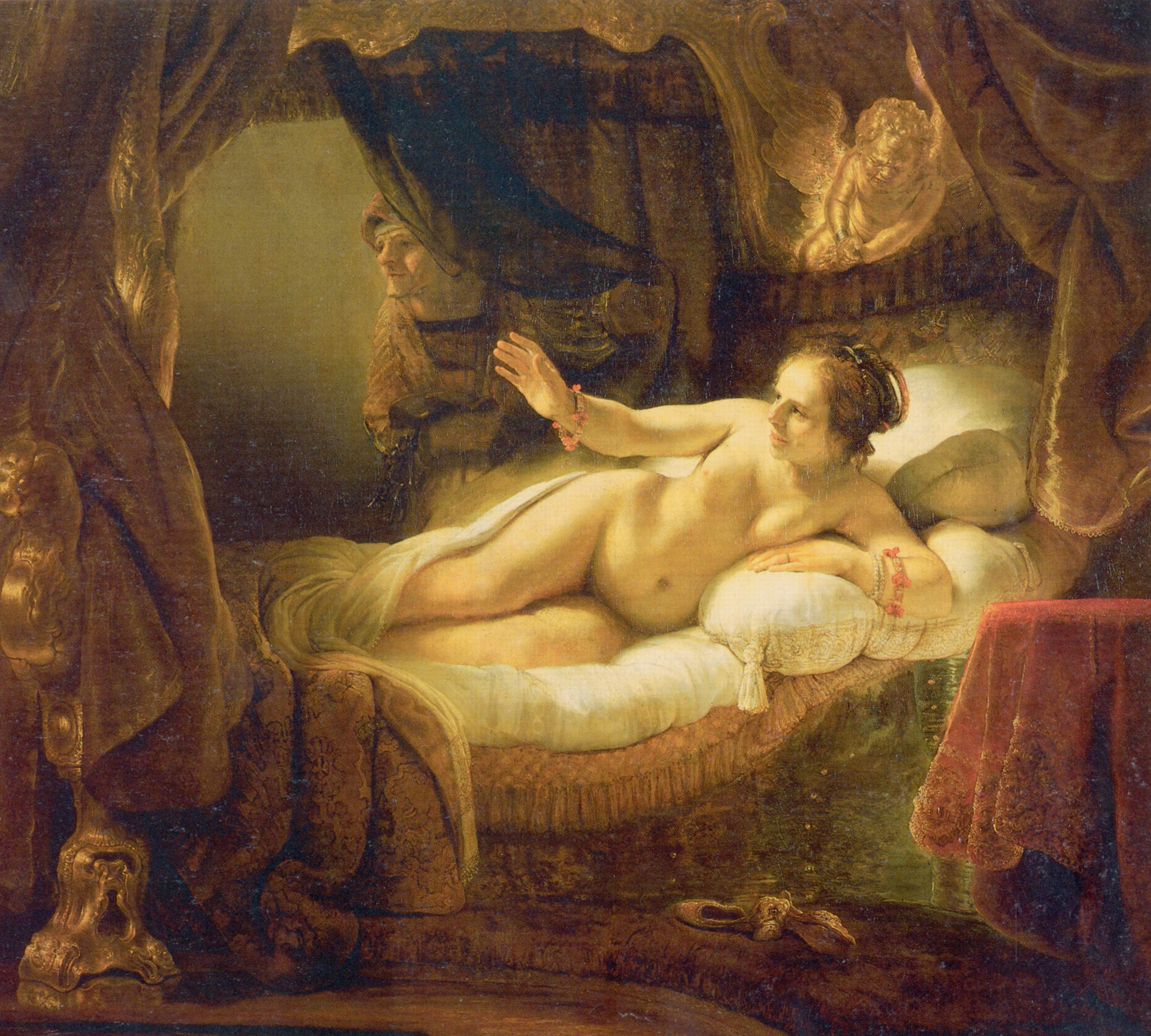
Dánae (185 × 203 cm), 1636. En 1985, un visitante perturbado del Hermitage atacó el cuadro con ácido sulfúrico, especialmente en las piernas. Fueron necesarios doce años para restaurar el lienzo. Durante la presentación se sugirió que Rembrandt cambió el rostro original de Saskia por el de Geertje.

Geertje Dircx ( Edam, 1610 a 1615 - en o después de 1656) fue amante del pintor holandés Rembrandt van Rijn y la niñera de su hijo Titus. Geertje nombró a Titus su principal heredero. Rembrandt la hizo encerrar cuando llevó varios anillos, que había recibido de Rembrandt, a la casa de empeños.

## Biografía
Poco se sabe sobre el comienzo de su vida. Sus padres se casaron en 1599 y ella misma se casó con Abraham Claesz, de 32 años, en 1634. Geertje Dircx pudo haber nacido en algún momento entre 1610 y 1615, en Edam. Entre 1630-1640 trabajó en una posada en Hoorn. Alrededor de 1641 fue a residir a Ransdorp con su hermano Pieter, un carpintero de barcos en Waterland, como viuda sin hijos del también carpintero de barcos (o comerciante de madera) Abraham Claesz. Hacia 1642 terminó en la casa de Rembrandt van Rijn (la actual Rembrandthuis en la Jodenbreestraat) como la niñera de Titus, el hijo de Rembrandt y Saskia van Uylenburgh (1612-1642), nacido poco antes. Después de la muerte de Saskia en junio de 1642, Rembrandt inició una relación con Geertje. Rembrandt se enamoró de ella y le regaló varios anillos de su difunta esposa, lo que no fue del agrado de la familia de Saskia. Acabaron viviendo abiertamente como marido y mujer, al punto que incluso Houbraken escribió que le impresionó que Rembrandt estuviera casado con "la esposa de un granjero de Ransdorp", pequeña en estatura pero "bien hecha de ser y de cuerpo". Rembrandt era reticente al matrimonio porque de volver a casarse, perdería cualquier derecho sobre la herencia de Saskia, muy necesaria debido a su difícil economía, viviendo por encima de sus posibilidades.
En mayo de 1649 tuvieron una discusión, probablemente como resultado del amor de Rembrandt por su ama de llaves Hendrickje Stoffels. Ella dejó la casa y se fue a vivir a Rapenburg en la zona del puerto de Ámsterdam, en una habitación en alquiler sobre una taberna de marineros. Rembrandt trató de arreglar el asunto y el 15 de junio de 1649 le propuso pagarle una manutención anual de 60 florines, pero Geertje rechazó la oferta.

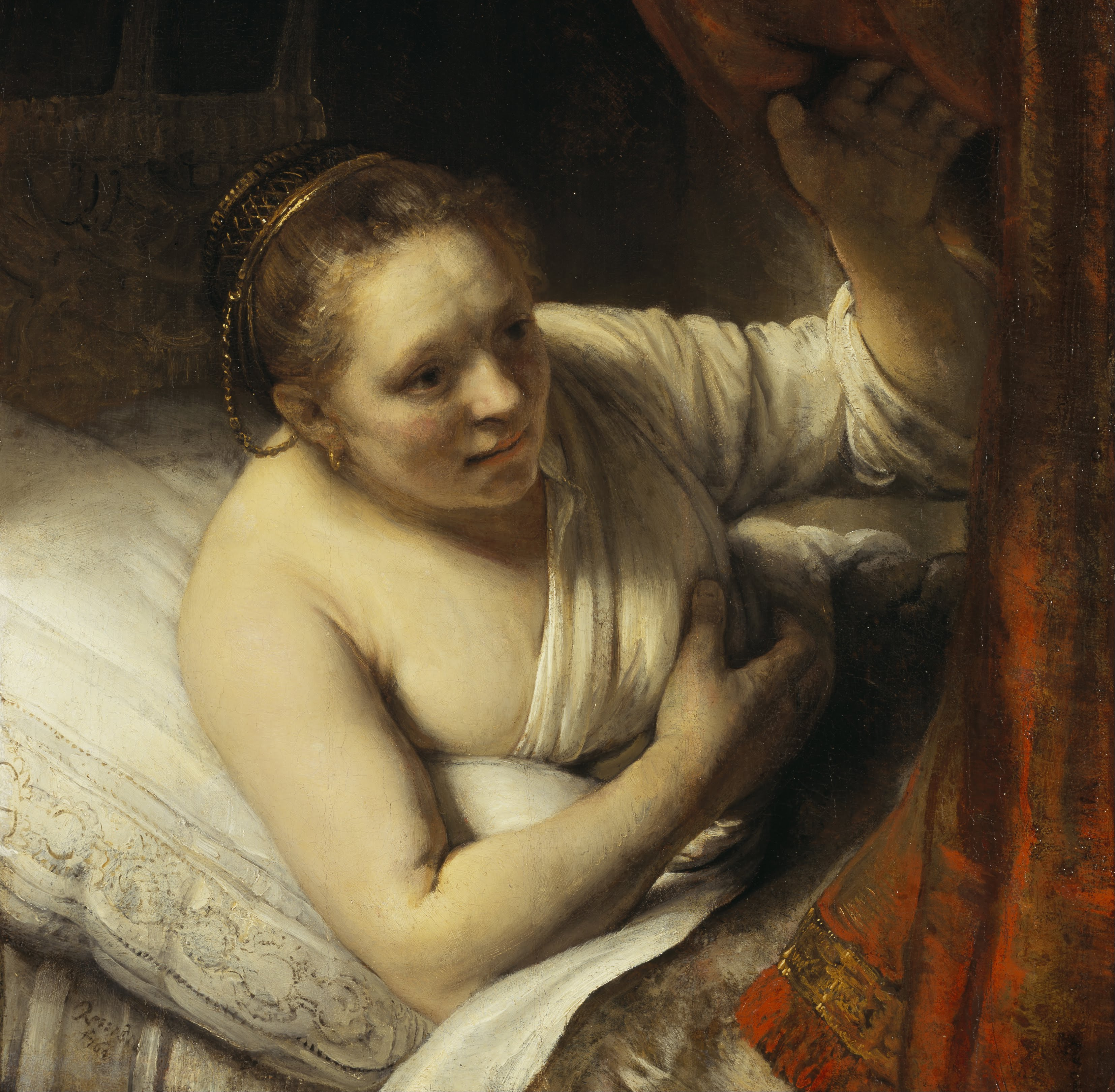
Rembrandt (¿1647? Sara esperando a Tobías. Galería Nacional de Escocia, Edimburgo. Según Gary Schwartz, esta podría ser Geertje Dircx.

### Procedimientos legales
Geertje demandó a Rembrandt en octubre ante los tres comisionados de asuntos matrimoniales (incluido Jacob F. Hinlopen) por "promesa matrimonial incumplida" y fue a la casa de empeños con la bolsa de anillos regalados para financiar el proceso. Rembrandt le propuso zanjar el asunto ofreciéndole una cantidad única de 200 florines a cambio de las joyas que había empeñado, y luego 160 florines al año siempre y cuando no cambiara su testamento a favor de Titus. Cuando Geertje llegó para firmar el acuerdo con Rembrandt ante un notario, acabó armando una escena. Ni siquiera escuchó cuando el abogado leyó el contrato y se negó a firmarlo, asegurando que no sería suficiente para su sustento si caía enferma de gravedad. Las partes se separaron sin un arreglo amistoso. El caso ahora tenía que llevarse a los tribunales. Después de una tercera citación, Rembrandt finalmente compareció ante el tribunal el 23 de octubre de 1649. Los directores supervisores posteriormente aumentaron la cantidad anual a 200 florines. El tribunal dictaminó que Rembrandt tenía que pagar la pensión alimenticia con la condición de que ella mantuviera a Titus como único heredero y que no vendería ninguna de las posesiones de Rembrandt. El pintor estaba tan preocupado por todo esto que no entregó ni un solo cuadro ese año.
Sin embargo, Geertje continuó exigiendo dinero a Rembrandt, probablemente hasta el punto del chantaje. En el verano de 1650, Rembrandt logró encerrar a Geertje en el Spinhuis en Gouda, una especie de centro de detención, o correccional para mujeres. El historiador Patrick Hunt lo describe como "una prisión virtual para prostitutas indigentes y enfermas, así como un asilo para mujeres sin recursos aquejadas de trastornos mentales. Geertje probablemente estuvo a la altura de esto último al despotricar y desvariar 'vehementemente'." Su hermano Pieter y su primo ayudaron a Rembrandt haciendo que varios vecinos de Geertje hicieran declaraciones negativas sobre su oficio y vida. Fue condenada a doce años de confinamiento. Los costos del transporte (140 florines) a Gouda fueron adelantados por Rembrandt. En 1652 solicitó su liberación, sin éxito. En 1655 enfermó, probablemente debido a las pobres condiciones del lugar. Solo después de cinco años su amiga Trijn Jacobs de Edam logró que fuera absuelta, mientras que Rembrandt envió cartas al magistrado de Gouda exigiendo que Geertje aún permaneciera detenida. La mala salud de Geertje probablemente fue decisiva para su liberación. Luego preparó una denuncia contra Rembrandt por encarcelamiento injusto sobre la base de calumnias y falsos testimonios. Rembrandt hizo lo mismo y logró que a su hermano Pieter no se le permitiera salir de Ámsterdam. Lo necesitaba como testigo. El 8 de agosto de 1656, Geertje se encontraba entre los siete acreedores más importantes de Rembrandt. Poco tiempo después, probablemente murió de su enfermedad en Edam.
Según su biógrafo Christoph Driessen, la persistencia con la que luchó contra el mucho más influyente Rembrandt inspira respeto. "Una acción tan segura de sí misma por parte de una mujer soltera de origen modesto era difícilmente imaginable fuera de la República Holandesa en el siglo XVII".

## Representaciones en la ficción
En la película Rembrandt de 1936, se la representa como una mujer muy desagradable, arpía y maquinadora. Fue interpretada por Gertrude Lawrence, en una de sus pocas apariciones en el cine. También aparece en la película Nightwatching (La ronda de noche) de 2007 de Peter Greenaway, interpretada por Jodhi May. Una vez más se la retrata negativamente, como una espía contratada para desacreditar a Rembrandt. En la película alemana Rembrandt de 1942 fue interpretada por Elisabeth Flickenschildt.